# Hogan (azienda)
Hogan è un'azienda italiana produttrice di scarpe ed altri accessori, nata nel 1986 dal gruppo italiano Tod's, che ne è proprietario.

## Storia
Il marchio è nato nel 1986 all'interno del gruppo Tod's, di proprietà della famiglia Della Valle. Nasce nel 1986 la scarpa «Traditional», ispirata al mondo del cricket.
Nel 1995 ci fu il lancio della linea sneaker "athletic". Nel 1997 nasce una nuova linea, denominata "Interactive".
Nel 2000, inaugurazione dei primi Hogan Store a Milano e a Caserta. Nel 2002, inaugurazione del secondo Hogan Store a Firenze.
Nei successivi anni ci furono inaugurazioni a Hong Kong, a Londra, a Parigi, a Dubai, a Seul, a Taipei e a Beirut; inoltre, si inaugurò il secondo Hogan store a Hong Kong.
Nel 2004, esce la sneaker "Olympia" e nel 2008 il marchio presenta la collezione "Hogan Rebel", che negli anni a seguire diventa un marchio autonomo, e la prima collezione "Ready-to-wear", creata dallo stilista Thakoon.
Nel 2009 escono la collezione di borse "Hippie Logo" e la linea di scarpe "Attractive", rivolta ad un pubblico femminile, e "Hogan eyewear", linea di occhiali da sole, in collaborazione con il gruppo Marcolin, azienda italiana. Dal 2010 Karl Lagerfeld collabora con il marchio per quattro stagioni.
Dal 2013 Katie Grand, editor del magazine Love, disegna la collezione speciale Katie Grand Loves Hogan.

## Distribuzione
Hogan distribuisce i suoi prodotti attraverso negozi monomarca e multimarca, e tramite e-commerce.